# Marshfield (Gloucestershire)
Marshfield – wieś w Anglii, w hrabstwie ceremonialnym Gloucestershire, w dystrykcie (unitary authority) South Gloucestershire. Leży 19 km na wschód od miasta Bristol i 152 km na zachód od Londynu. W 2001 miejscowość liczyła 1900 mieszkańców.